# Victoria Singers
Victoria Singers – polski popowy zespół wokalny, założony w 1977 roku w Warszawie, który w 1978 przekształcił się w grupę Vox.

## Historia
Grupa została założona przez wokalistę Witolda Paszta na potrzeby Studia Rozrywki Victoria. Występowała w nocnych lokalach – „Czarny Kot” w Hotelu Victoria i „Kamieniołomy” w Hotelu Europejskim w Warszawie oraz towarzyszyła innym wykonawcom na festiwalach. Skład Victoria Singers tworzyli także: Andrzej Kozioł (śpiew), Grzegorz Markowski (śpiew) oraz dwie wokalistki: Zofia i Janina. W 1978 roku dołączył Ryszard Rynkowski, który jako pianista miał początkowo pełnić rolę akompaniatora (w tym charakterze, pracował wówczas w Operetce Warszawskiej), lecz po pewnym czasie został wokalistą w zespole. Początkowe założenia zostały rozszerzone o potrzebę komponowania przez członków grupy, autorskich piosenek (m.in. dwie kompozycje Rynkowskiego z tekstami Adama Kreczmara, śpiewane przez Markowskiego jako głównego wokalistę czy zalążek utworu pt. Bananowy Song).
„Bananowy song", (...) wymyśliłem jeszcze w Victoria Singers, gdy po koncercie wracałem z Warszawy do Wawra nocnym autobusem. Czekałem na przystanku, przy ówczesnym KC PZPR – obecnie siedzibie giełdy. Miałem dużo czasu i gwizdałem. – wspominał Rynkowski.
W czerwcu 1978 roku podczas XVI Krajowego Festiwalu Piosenki Polskiej w Opolu, zespół towarzyszył Grażynie Łobaszewskiej, wykonując wraz z nią utwór pt. Zwierciadło czasu (muz. Aleksander Maliszewski - sł. Kazimierz Łojan) – ponadto wspomagał na scenie festiwalowej: Elżbietę Starostecką, która zaśpiewała piosenkę pt. Za rok, może dwa (muz. Włodzimierz Korcz – sł. Jan Zalewski), Annę Jantar w wykonaniu utworu Nie wierz mi, nie ufaj mi (muz. Antoni Kopff – sł. Andrzej Bianusz); dwa razy towarzyszyła Krzysztofowi Krawczykowi, wykonując wraz z nim piosenki: Pamiętam ciebie z tamtych lat (muz. K. Krawczyk, Wojciech Trzciński – sł. Bogdan Olewicz) i Jak minął dzień (muz. K. Krawczyk, W. Trzciński – sł. Jerzy Kleyny) oraz Marylę Rodowicz w utworze pt. Remedium (muz. Seweryn Krajewski - sł. Magdalena Czapińska), zaś z końcem roku, brał udział w sesjach nagraniowych albumu Haliny Żytkowiak Jestem tylko dziewczyną. Po pewnym czasie z Victoria Singers odeszła żeńska część grupy, po tym jak spóźniona przyszła na próbę, odbywającą się w jednym z pokoi warszawskiego Hotelu Bristol i usłyszała jak Paszt, Kozioł, Markowski i Rynkowski, śpiewają w męskim kwartecie, nie chcąc im stawać na nowej, artystycznej drodze. Wówczas Paszt zdecydował o kontynuowaniu działalności grupy w wyłącznie męskim składzie. Zespół trafił pod skrzydła kompozytora i dziennikarza muzycznego Marka Skolarskiego.Wkrótce odszedł Grzegorz Markowski, który zdecydował się rozpocząć karierę solową, a na jego miejsce zaangażowano kuzyna Paszta, Jerzego Słotę. Grupa zmieniła nazwę na Vox i rozpoczęła wielomiesięczne przygotowania do debiutu estradowego.

## Dyskografia[3]
Z Grażyną Łobaszewską
- 1978: Różni wykonawcy – Opole 78 (MC, Wifon – NK-507)

Z Haliną Żytkowiak
- 1979: Jestem tylko dziewczyną (LP, Pronit – SX 1596)

Z Marylą Rodowicz
- 1996: Antologia 3 (CD, Tra La La)